# Gasoducte Bakú-Tbilisi-Erzurum

Mapa de les conduccions que surten de Bakú.

El gasoducte Bakú-Tbilisi-Erzurum (BTE) est un gasoducte que uneix en 692 km Bakú a l'Azerbaidjan amb Erzurum a Turquia, passant per Tbilisi, a Geòrgia. És paral·lel a l'Oleoducte Bakú-Tbilisi-Ceyhan. Seria un proveïdor del projecte del Gasoducte Nabucco.